# Ramadsangiin Aldaa-Nysch
Ramadsangiin Aldaa-Nysch (mongolisch Рамазангийн Алдаа-ныш, ᠷᠠᠮᠠᠵᠠᠨ ᠶᠢᠨ ᠠᠯᠳᠠ ᠨᠢᠰ; Ramdzangijn Aldaa-nysz, Ramazangiin Aldaa-nysh, * 23. November 1944) ist eine ehemalige mongolischer Mittelstreckenläuferin.
Sie trat bei den Olympischen Sommerspielen 1964 in Tokio an. Sowohl im Wettkampf über 800 als auch über 400 Meter schied sie in den Vorläufen aus.